# Fakhreddine Assad Gorgani
 (février 2023).
Fakhruddin As'ad Gurgani, également orthographié Fakhraddin Asaad Gorgani persan : فخرالدين اسعد گرگاني) est un poète persan du XIe siècle et qui a connu son acmé au milieu dans les années 1050. Il est surtout connu pour son roman, Vîs o Râmîn, qu'il a terminé vers 1055. 

## Biographie
On ne sait rien ou presque de la vie de Gorgāni, et ce que nous savons vient de l'exorde de son poème Vîs et Râmîn. On apprend ainsi qu'il venait de Gorgān (sur la rive sud-est de la Caspienne), comme l'indique sa nisba. Là, semble-t-il, il s'est attaché à la cour premier sultan seljoukide, Ṭoghrul (429-55/1038-63). Gorgāni se lia avec ʿAmid Abu'l-Fatḥ Moẓaffa, le gouverneur d'Ispahan — ville conquise par Torghul en 1046 —, et il resta auprès de lui lorsque le sultan partit poursuivre ses conquêtes. 'Amid le prit alors sous sa protection,.
À la suite d'une discussion qu'il eut avec 'Amid à propos de la langue dans laquelle avait été écrite l'histoire de Vîs et Râmîn, d'où il résultait qu'il s'agissait du moyen persan (pahlavi), et que l'histoire était donc incompréhensible (et en plus mal versifiée), le gouverneur chargea Gorgani d'écrire une nouvelle version qui fût belle et correcte, si bien que tout un chacun pût en profiter et comprendre le sens profond de ce texte,.

## Œuvres
On lui doit donc la versification de l'histoire de Vis o Ramin, une histoire de la période des Arsacides (Parthes). Son contemporain, le savant Abdolhossein Zarrinkoob (en) n'est pas d'accord avec ce point de vue, et conclut que[réf. nécessaire] l'histoire a une origine Pahlavi (moyen persan) de l'époque sassanide ( Ve siècle). Ce long poème est le premier représentant de l'épopée courtoise, qui se développera essentiellement au XIIe siècle, et il offre des ressemblances avec le roman de Tristan et Yseut. Certaines longueurs de l'ouvrage sont compensées par la peinture des caractères et la vivacité du style.
Par ailleurs, ce roman est important à la fois comme production plan esthétique, et en tant que témoin des mœurs et de la production littéraire préislamiques de Perse. Il occupe aussi une place de pionnier comme romance en vers persane. Autant d'éléments qui valent à Gorgāni, d'être, avec Ferdowsi, un des deux plus importants poètes narratifs persans du XIe siècle.
Pour le reste, on ne sait pratiquement rien de ses œuvres. Tout ce qui est parvenu à nous se résume à un fragment de satire personnelle, un court ghazal, et un robāʿi): au total survivent en tout quinze lignes.
Certains de ses quatrains figurent dans le[réf. nécessaire]Nozhat al-Majales (en).

#### Traductions
- Gorgâni, Le Roman de Wîs et Râmîn, trad. Henri Massé, Paris, Les Belles Lettres, 1959, 481 p.
- Henri Massé, Anthologie persanne, Paris, Payot, 1997 (1re éd. 1950), 399 p. (ISBN 978-2-228-89128-8), p. 71-74
- (en) Fakhr al-Dîn Gurgānī, Vis and Ramin, trad. du persan par George Morrison, New York, Columbia University Press « Coll. UNESCO d'œuvres représentatives: héritage culturel persan », n° 14, xix, 357 p. (ISBN 0-231-03408-3).
- (en) Gorgani, Fakhraddin, Vis o Ramin, Trans. Dick Davis. Washington DC: Mage, 2008   (ISBN 1-933823-17-8).  Rééd. Penguin, 2009, 576 p. (ISBN 0-14-310562-0)

#### Études
- (en) Jan Rypka et al., History of Iranian Literature, Reidel Publishing Company, 1968 [éd. originale en allem., 1959]  (ISBN 90-277-0143-1) (OCLC 460598)
- (en) Julie Scott Meisami, « GORGĀNI, FAḴR-AL-DIN ASʿAD », sur iranicaonline.org, Encyclopædia Iranica, 2012 (consulté le 11 février 2023)